# Iris Kramer
Iris Kramer (Darmstadt, 22 juni 1981) is een Duits internationaal trialrijdster die zes maal kampioene werd van Duitsland, drie maal het FIM Europees kampioenschap trial won en in 2007 het FIM Wereldkampioenschap trial veroverde.
Kramer nam deel aan de eerste versie van het Europees kampioenschap trial voor vrouwen, onder auspiciën van de Fédération Internationale de Motocyclisme (FIM) in 1999, en won deze prompt. Ook in 2000 veroverde ze de Europese titel, voor de Spaanse Laia Sanz. Haar derde titel won ze in 2001, waar ze net voor Sanz eindigde, maar in de navolgende jaren wist ze de Spaanse niet meer te verslaan. Ze wist in 2003, 2004, 2005, 2006 en 2007 wel als tweede te eindigen, en als derde in 2009.
Kramer streed in 2002 voor het eerst voor de Duitse nationale titel voor vrouwen waarbij ze als eerste eindigde. In de zes volgende seizoenen verdedigde ze haar nationale titel met succes. 
Op wereldniveau was Kramer in de jaren 2000 tot en met 2006 tweede in het FIM Wereldkampioenschap, maar in 2007 wist ze ook deze titel te veroveren.